# Ridin' Solo
Ridin' Solo è un brano musicale del cantante statunitense Jason Derulo, estratto come terzo singolo dall'album Jason Derülo.
Il videoclip del brano è stato diretto dal regista Scott Speer e distribuito il 2 maggio 2010.
Ridin' Solo inizialmente usava un campionamento di Bittersweet Symphony dei Verve, tuttavia il campionamento non fu concesso e venne sostituito con la base elettronica presente per tutto il brano.

## Successo commerciale
Il brano ha avuto un forte impatto nelle classifiche dei paesi anglofoni. Il 16 maggio 2010, Ridin' Solo è diventato il terzo singolo consecutivo per Derulo ad entrare nelle prime tre posizioni della Official Singles Chart. Inoltre è anche il terzo singolo consecutivo del cantante ad arrivare in vetta alla UK R&B Chart. Il brano è arrivato alla 9ª posizione della Billboard Hot 100, vendendo oltre 3 milioni di copie nel territorio statunitense, divenendo il terzo singolo di Derulo ad esserci riuscito.

## Tracce
Promo - CD-Single Warner Bros. - (Warner)
1. Ridin' Solo – 3:36

## Classifiche
| Classifica (2010) | Posizione massima |
| ----------------- | ----------------- |
| Australia         | 3                 |
| Canada            | 25                |
| Irlanda           | 5                 |
| Italia            | 35                |
| Nuova Zelanda     | 23                |
| Regno Unito       | 2                 |
| Regno Unito (R&B) | 1                 |
| Repubblica Ceca   | 41                |
| Slovacchia        | 57                |
| Stati Uniti       | 9                 |
| Stati Uniti (Pop) | 7                 |